# Шенкия
Шенкия (лат. Schenkia) — род травянистых растений семейства Горечавковые (Gentianaceae).
Род назван в честь немецкого ботаника Йозефа Августа фон Шенка.

## Ботаническое описание
Однолетние или многолетние травянистые растения. Стебли от основания разветвлённые. Прикорневые (розеточные) листья эллиптические или яйцевидные, стеблевые листья продолговато-эллиптические или ланцетные.
Цветки розовые, 5(4)-раздельные, собраны в цимозное, густое колосовидное или рыхлое колосовидно-метельчатое, многоцветковое соцветие. Чашечка угловатая, трубчатая, с длинными лопастями, превышающими трубку. Трубка венчика цилиндрическая, отгиб короче трубки. Тычинок 5(4), прикреплены в верхней части трубки; нити тонкие; пыльники голые, выставляющиеся, к концу цветения спирально закрученные. Завязь одногнёздная. Столбик тонкий, нитевидный; рыльце цельное, воронковидное, с ромбическими немясистыми сросшимися долями. Плод — эллиптическая или яйцевидная, двустворчатая коробочка. Семена многочисленные, ямчато-сетчатые на поверхности.

## Виды
Род включает 6 видов:
- Schenkia australis (R.Br.) G.Mans.
- Schenkia clementii (Domin) G.Mans.
- Schenkia elegans (Samp.) Z.Díaz
- Schenkia japonica (Maxim.) G.Mans.
- Schenkia sebaeoides (A.Gray) Griseb. typus
- Schenkia spicata (L.) G.Mans. — Шенкия колосовидная